# Ніші-Ува
Пові́т Ні́ші-У́ва (яп. 西宇和郡, にしうわぐん, МФА: [ɲiɕi̥ uwa guɴ]) — повіт в префектурі Ехіме, Японія. Станом на 1 липня 2012 року його площа становила 94,39 км². Населення складало 10 337 осіб, а густота населення — 110 осіб/км². До складу повіту входить містечко Іката. 